# Liste von Entscheidungen des Europäischen Gerichtshofs für Menschenrechte

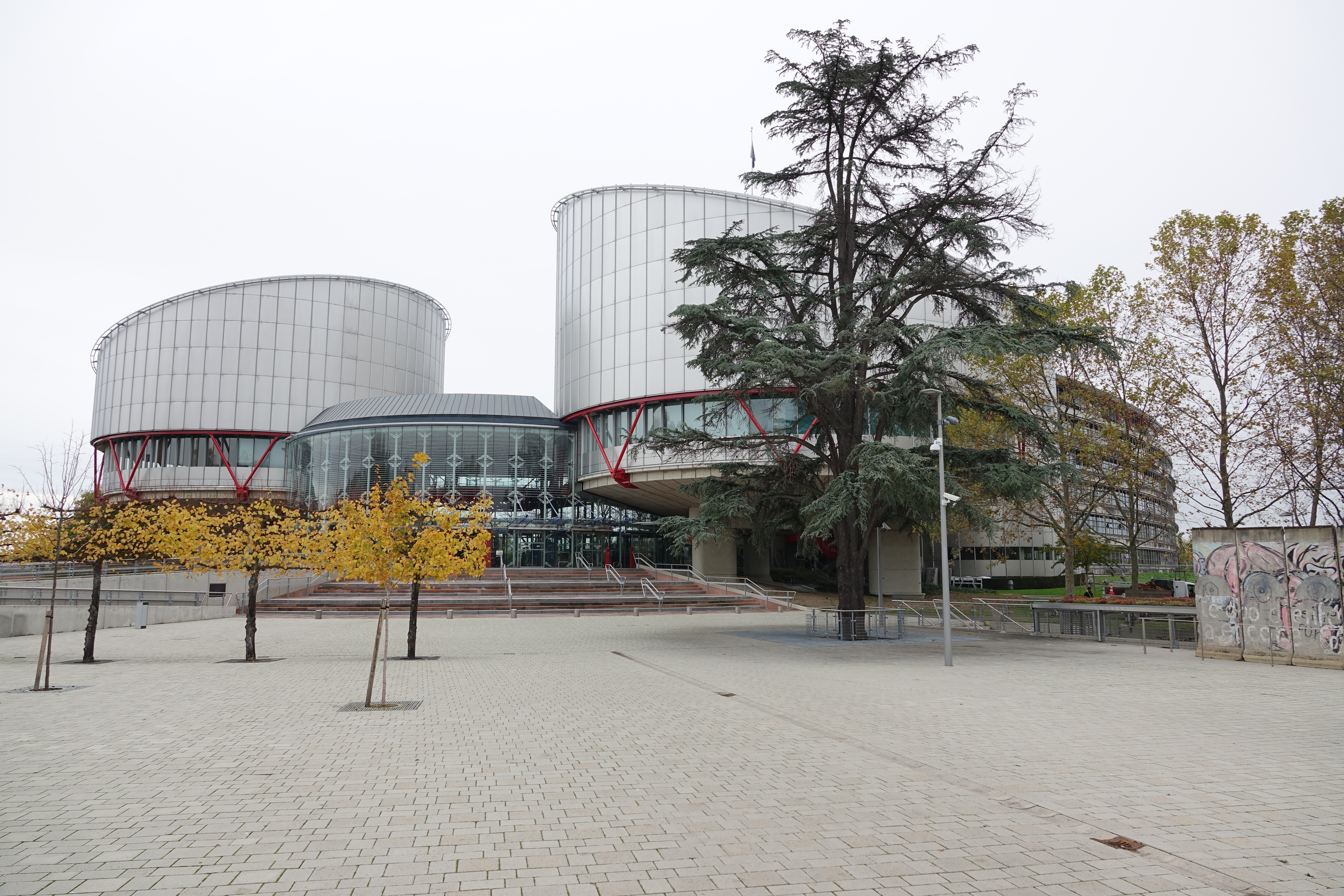
Außenansicht

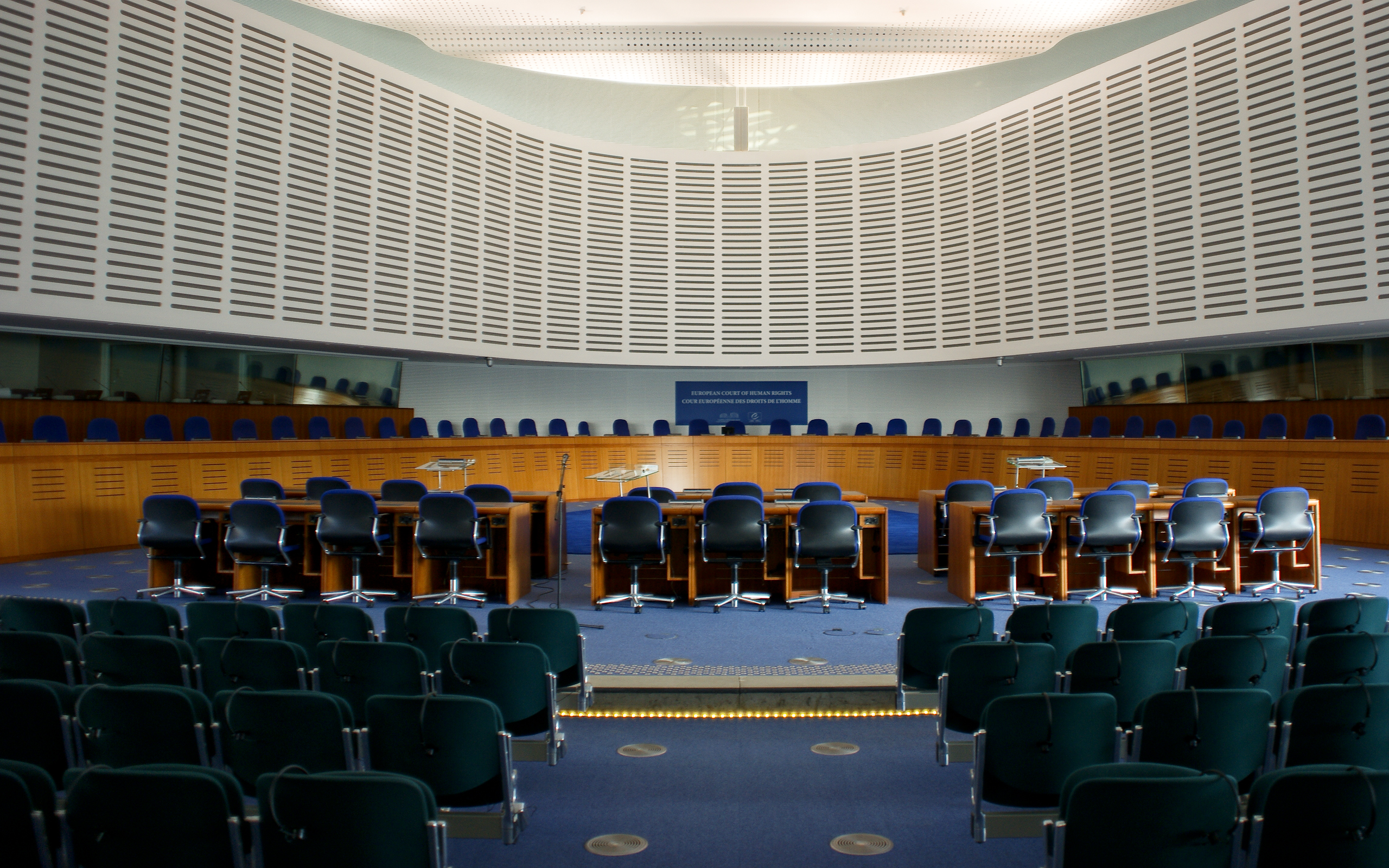
Gerichtssaal

Die Liste von Entscheidungen des Europäischen Gerichtshofs für Menschenrechte enthält eine Auswahl von Entscheidungen des Europäischen Gerichtshofs für Menschenrechte (EGMR), Straßburg, als Organ des Europarats.

## Liste

### Deutschland

#### Verbot der Folter (Art. 3 EMRK)
- Jalloh ./. Deutschland, Urteil vom 11. Juli 2006, Nr. 54810/00[1]
 Die zwangsweise Verabreichung von Brechmitteln, um einen potentiellen Dealer zum Erbrechen verschluckter Drogen zu veranlassen, verstößt gegen das Folterverbot in Art. 3 EMRK. Die Verurteilung des Betroffenen auf Grundlage der hierdurch gewonnenen Beweise verletzt seine Selbstbelastungsfreiheit (Nemo-Tenetur-Grundsatz) und daher das Recht auf ein faires Verfahren nach Art. 6 Abs. 1 EMRK.
- Gäfgen ./. Deutschland, Urteil vom 1. Juni 2010, Nr. 22978/05[2]
 Die Androhung einer vorsätzlichen Misshandlung in einem Polizeiverhör ist unabhängig vom Verhalten des Betroffenen und der Beweggründe der Behörden als unmenschliche Behandlung im Sinne von Art. 3 EMRK einzustufen. Der Opferstatus des Betroffenen ist trotz Bestrafung der verantwortlichen Polizeibeamten nicht entfallen, insbesondere da die ausgesprochene Sanktion nicht den notwendigen Abschreckungseffekt hatte, um vergleichbaren Konventionsverletzungen vorzubeugen, und daher keine ausreichende Abhilfe für die konventionswidrige Behandlung gewährt wurde. Die Verwendung der dadurch erlangten Beweismittel verletzt allerdings nicht das Recht auf ein faires Verfahren, da dies keinen Einfluss auf Urteil und Strafmaß hatte, sondern die Verurteilung auf ein neues Geständnis des Betroffenen gestützt wurde.

#### Freiheit und Sicherheit (Art. 5 EMRK)

##### Sicherungsverwahrung
- M ./. Deutschland, Urteil vom 17. Dezember 2009, Nr. 19359/04[3]
 Die nachträgliche Verlängerung der Sicherungsverwahrung in Gestalt des Wegfalls der Zehnjahresfrist in § 67d Absatz 3 StGB, die auch auf vor dieser Neuregelung erfolgte Anordnungen angewandt wurde, verletzt das Recht auf Freiheit (Art. 5 Abs. 1 EMRK) und das Rückwirkungsverbot (Art. 7 Abs. 1 EMRK).
- Großkopf ./. Deutschland, Urteil vom 21. Oktober 2010, Nr. 24478/03[4]
 Eine Unterbringung in der Sicherungsverwahrung, die im Urteil angeordnet wird, stellt keine Verletzung des Rechts auf Freiheit (Art. 5 Abs. 1 EMRK) dar.
- Haidn ./. Deutschland, Urteil vom 13. Januar 2011, Nr. 6587/04[5]
 Eine Unterbringung im Gefängnis zu Präventionszwecken nach Verbüßung der Haftstrafe, die nicht im ursprünglichen Urteil, sondern erst zu einem späteren Zeitpunkt durch die Strafvollstreckungskammer gemäß den Vorschriften des Bayerischen Unterbringungsgesetzes und § 66b StGB (nachträgliche Sicherungsverwahrung) angeordnet wurde, verletzt das Recht auf Freiheit (Art. 5 Abs. 1 EMRK).

##### Akteneinsicht inhaftierter Beschuldigter
- Lietzow ./. Deutschland, Urteil vom 13. Februar 2001, Nr. 24479/94; Garcia Alva ./. Deutschland, Urteil vom 13. Februar 2001, Nr. 23541/94;[6] Mooren ./. Deutschland, Urteil vom 9. Juli 2009, Nr. 11364/03[7]
 Der Gerichtshof hatte in den zitierten Entscheidungen einen Verstoß gegen Art. 5 Abs. 2 EMRK darin gesehen, dass inhaftierten Beschuldigten keine hinreichende Akteneinsicht gewährt worden war. Mit dem Gesetz zur Änderung des Untersuchungshaftrechts vom 29. Juli 2009[8] wurde diese Rechtsprechung durch eine Änderung des § 147 StPO umgesetzt.[9][10] Dem inhaftierten Beschuldigten bzw. seinem Verteidiger müssen diejenigen Informationen zugänglich gemacht werden, die für die Beurteilung der Rechtmäßigkeit der Freiheitsentziehung wesentlich sind.[11]

#### Faires Verfahren (Art. 6 EMRK)
- Böhmer ./. Deutschland, Urteil vom 3. Oktober 2002, Nr. 37568/97[12]
 Es verstößt gegen die Unschuldsvermutung aus Art. 6 Abs. 2 EMRK, wenn der Widerruf einer Strafaussetzung zur Bewährung auf eine Straftat gestützt wird, zu der zum Zeitpunkt des Bewährungswiderrufs noch kein rechtskräftiges Urteil ergangen ist und die der Beschuldigte auch nicht gestanden hat.
- Hümmer ./. Deutschland, Urteil vom 12. Juli 2012, Nr. 26171/07[13]
 Im vorliegenden Fall wurde der Verteidigung während des Verfahrens zu keinem Zeitpunkt die Befragung der Belastungszeugen ermöglicht, deren Aussagen aber durch Verlesung der ermittlungsrichterlichen Vernehmung in die Hauptverhandlung eingeführt wurden und im Anschluss vollumfänglich zur Urteilsfindung beigetragen hatten. Der EGMR sah darin eine Verletzung des Art. 6 d EMRK. Das deutsche Strafrecht sieht bis heute kein Verwertungsverbot solcher Aussagen vor und seit der Entscheidung des EGMR hat der BGH in seiner ständigen Rechtsprechung betont, dass die Verwertung von Aussagen, die ohne Befragungsmöglichkeit durch die Verteidigung zu Stande gekommen sind, weiterhin statthaft ist.[14] Eine entsprechende Gesetzesänderung, um weitere unfaire Verfahren aus diesen Gründen zu verhindern, ist nicht geplant.

#### Achtung des Privat- und Familienlebens (Art. 8 EMRK)
- von Hannover ./. Deutschland, Urteil vom 24. Juni 2004, Nr. 59320/00[15]
 Gegenstand der Entscheidung war die Veröffentlichung von heimlichen Aufnahmen aus dem Privatleben von Caroline von Hannover in der Presse, die von deutschen Gerichten als zulässig eingestuft wurde. Nach Auffassung des EGMR ist bei der erforderlichen Abwägung zwischen dem Schutz des Privatlebens und der Freiheit der Meinungsäußerung maßgeblich, inwieweit die veröffentlichten Fotos zu einer Debatte beitragen, für die ein Allgemeininteresse geltend gemacht werden kann. Da die Fotos die Klägerin ausschließlich in Situationen zeigen, bei denen sie kein öffentliches Amt ausübt, sondern rein privaten Tätigkeiten nachgeht, ist dem Recht auf Achtung des Privatlebens gemäß Art. 8 EMRK hier Vorrang einzuräumen. Durch die von den deutschen Gerichten festgestellte Zulässigkeit der Veröffentlichung dieser Bilder wurde die Klägerin in diesem Recht verletzt.
- von Hannover ./. Deutschland (Nr. 2), Urteil vom 7. Februar 2012, Nr. 40660/08 und 60641/08[16]
 Die Rechtsprechung aus dem Jahr 2004 hat die Große Kammer des EGMR 2012 konkretisiert und damit die deutsche Rechtsprechung, die sich seit dem EGMR-Urteil 2004 entwickelte, bestätigt. Dabei betonte die Große Kammer, dass ein öffentliches Informationsinteresse nach den Umständen des Einzelfalles auch an Sportthemen oder ausübenden Künstlern bestehen könne, nicht aber bei mutmaßlichen Eheproblemen eines Staatspräsidenten oder bei Geldsorgen eines bekannten Sängers. Die Krankheit des regierenden Fürsten von Monaco habe als Ereignis aus dem Bereich der Zeitgeschichte angesehen werden dürfen. Im Allgemeinen gelte, dass der Öffentlichkeit unbekannte Personen eines stärkeren Schutzes bedürfen als der Öffentlichkeit bekannte Personen. Auch stellte der EGMR fest, dass Caroline und Ernst August von Hannover Personen des öffentlichen Lebens sind.
- Axel Springer AG ./. Deutschland, Urteil vom 7. Februar 2012, Nr. 39954/08[17]
 In diesem Parallelverfahren hatte der EGMR über die Zulässigkeit einer Berichterstattung über den Drogenkonsum eines deutschen Schauspielers zu entscheiden. Dabei betonte er, dass das öffentliche Interesse an der Berichterstattung über Strafverfahren unterschiedlich stark ausgeprägt sein könne. Als Abwägungskriterien dienten bei dieser Frage u. a. die Bekanntheit und das vorangegangene Verhalten der Person, die Schwere und Art der Tat, der Umstand der Festnahme, die Methode der Informationsgewinnung, die Wahrheit der Information und der Umstand, ob diese Tatsachen bereits öffentlich bekannt waren.
- Stübing ./. Deutschland, Urteil vom 12. April 2012, Nr. 43547/08[18]
 Die kleine Kammer des EGMR entschied einstimmig, dass die Bestrafung des Klägers, der wegen sexueller Handlungen mit seiner leiblichen Schwester (Inzest) aufgrund von § 173 Abs. 2 StGB zu einer Gefängnisstrafe verurteilt wurde, nicht das Recht auf Achtung des Privat- und Familienlebens nach Art. 8 EMRK verletzt. Zwar wirke sich die Verurteilung auf das Familienleben des Klägers aus, doch sei der Eingriff gerechtfertigt, da es ein dringendes soziales Bedürfnis für die Maßnahme gebe. Da unter den Mitgliedstaaten kein Konsens hinsichtlich der Strafbarkeit einvernehmlicher sexueller Handlungen zwischen erwachsenen Geschwistern bestehe, genießen die Staaten im Hinblick darauf einen weiten Beurteilungsspielraum.
- Görgülü ./. Deutschland, Urteil vom 26. Mai 2004, Nr. 74969/01[19]
 In einem Sorgerechtsverfahren sind auch die langfristigen Auswirkungen zu berücksichtigen, die eine dauerhafte Trennung von seinem leiblichen Vater für ein Kind haben könnten. Soweit es um die Versagung des Umgangs mit dem Kind geht, hält der EGMR fest, dass nur außergewöhnliche Umstände die Auflösung der Familienbande des Kindes rechtfertigen können, da deren Aufrechterhaltung dem Wohl des Kindes dient. Weder der erste noch der zweite Gesichtspunkt wurde von den deutschen Gerichten beachtet, weshalb Art. 8 EMRK verletzt wurde.
- Zaunegger ./. Deutschland, Urteil vom 3. Dezember 2009, Nr. 22028/04[20]
 Der generelle Ausschluss einer gerichtlichen Prüfung des alleinigen Sorgerechts der Mutter, wie er sich aus § 1626a Absatz 2, § 1672 Absatz 1 BGB ergibt, ist im Hinblick auf den damit verfolgten Zweck, den Schutz der Interessen des unehelichen Kindes, nicht verhältnismäßig und stellt aus Sicht des Vaters eine Verletzung des Diskriminierungsverbots nach Art. 14 EMRK in Verbindung mit Art. 8 EMRK dar.
- Anayo ./. Deutschland, Urteil vom 21. Dezember 2010, Nr. 20578/07[21]
 Im vorliegenden Fall wurde dem biologischen Vater von den deutschen Gerichten der Umgang mit seinen Kindern verweigert, da dieser – obwohl er sich darum bemüht hat – nach der Geburt nie Kontakt zu seinen Kindern hatte und deshalb keine sozial-familiäre Beziehung im Sinne von § 1685 Abs. 2 BGB zwischen ihm und den Kindern bestand. Jedoch kann auch der Wunsch, eine familiäre Beziehung aufzubauen, in den Geltungsbereich von Artikel 8 EMRK fallen, wenn die Tatsache, dass noch kein Familienleben besteht, nicht dem Beschwerdeführer zuzuschreiben ist. Daher hätten hier die Belange des biologischen Vaters in die Abwägung eingestellt werden müssen. Da die Gerichte es unterlassen haben, zu prüfen, ob der Kontakt zwischen den Kindern und dem biologischen Vater unter den besonderen Umständen des Falls im Interesse der Kinder läge, ist Artikel 8 EMRK verletzt.

#### Freiheit der Meinungsäußerung (Art. 10 EMRK)
- Heinisch ./. Deutschland, Urteil vom 21. Juli 2011, Nr. 28274/08[22]
 Gerichte, die über die Rechtmäßigkeit der Kündigung eines Arbeitnehmers zu entscheiden haben, die ausgesprochen wurde, weil der Arbeitnehmer gegen seinen Arbeitgeber Strafanzeige gestellt hatte, um damit auf Missstände aufmerksam zu machen, müssen bei der Beurteilung der Rechtmäßigkeit des Verhaltens die Meinungsfreiheit des Arbeitnehmers angemessen berücksichtigen. Im konkreten Fall hatte die Berliner Altenpflegerin Brigitte Heinisch ihren Arbeitgeber wegen Betruges angezeigt. Er habe zu wenig Personal und sei deshalb nicht in der Lage, die Bewohner eines Pflegeheims wie vereinbart zu versorgen. Die damit befassten Arbeitsgerichte bestätigten die Kündigung. Der EGMR sah durch diese Urteile jedoch die Meinungsfreiheit der Arbeitnehmerin verletzt und sprach ihr eine Entschädigung zu.

#### Recht auf wirksame Beschwerde (Art. 13 EMRK)
- Sürmeli ./. Deutschland, Urteil vom 8. Juni 2006, Nr. 75529/01[23]
 Das deutsche Recht sieht keinen Rechtsbehelf gegen eine überlange Verfahrensdauer vor, wie er von Art. 13 EMRK gefordert wird. Weder die Verfassungsbeschwerde, die Dienstaufsichtsbeschwerde nach § 26 Absatz 2 DRiG, die bisher nicht geregelte, aber von einigen Gerichten anerkannte Untätigkeitsbeschwerde noch der Amtshaftungsanspruch nach § 839 BGB i. V. m. Art. 34 GG genügen den im Kudła-Urteil aufgestellten Anforderungen.
- Kaemena und Thöneböhn ./. Deutschland, Urteil vom 22. Januar 2009, Nr. 45749/06 und 51115/06[24]
 In einem Strafverfahren sind die Strafmilderung durch die Strafgerichte und Strafverfolgungsbehörden, das Absehen von Strafe und die Einstellung nach den §§ 153–154a StPO als wirksame Beschwerdemöglichkeit im Sinne von Art. 13 EMRK anzusehen. Da den wegen Mordes zu lebenslanger Freiheitsstrafe verurteilten Klägern nach der damals von der Rechtsprechung angewandten Strafzumessungslösung aber keine Kompensation gewährt werden konnte, liegt eine Verletzung von Art. 13 EMRK vor.
- Rumpf ./. Deutschland, Urteil vom 2. September 2010, Nr. 46344/06[25]
 Die überlange Verfahrensdauer stellt in Deutschland ein strukturelles Problem dar. Die Bundesrepublik musste spätestens ein Jahr nach Rechtskraft dieses Urteils einen Rechtsbehelf gegen überlange Verfahren einführen. Das Gesetz über den Rechtsschutz bei überlangen Gerichtsverfahren und strafrechtlichen Ermittlungsverfahren trat am 3. Dezember 2011 in Kraft.

#### Schutz des Eigentums (Art. 1 ZP 1 EMRK), Diskriminierungsverbot (Art. 14 EMRK)
- Jahn u. a. ./. Deutschland, Urteil vom 30. Juni 2005, Nr. 46720/99, 72203/01 und 72552/01[26]
 Die im Zweiten Vermögensrechtsänderungsgesetz statuierte Pflicht zur entschädigungslosen Abtretung von Bodenreformgrundstücken an den Staat, sofern die Betroffenen zum 15. März 1990 oder in den letzten zehn Jahren davor nicht in der Land-, Forst- oder Nahrungsmittelwirtschaft tätig waren oder in der DDR keiner Landwirtschaftlichen Produktionsgenossenschaft (LPG) angehört hatten, stellt keine Verletzung von Artikel 1 des Zusatzprotokolls Nr. 1 (Schutz des Eigentums) dar. In Anbetracht der Umstände ist vor dem einmaligen Hintergrund der deutschen Wiedervereinigung dem Gebot entsprochen worden, eine gerechte Abwägung zwischen dem Schutz des Eigentums und den Erfordernissen des Allgemeininteresses vorzunehmen. Auch Art. 14 EMRK (Diskriminierungsverbot) ist nicht verletzt.

### Österreich
- Nachtmann ./. Österreich, Zulässigkeitsentscheidung vom 9. September 1998, Nr. 36773/97[27]
 1994 lobte Herwig Nachtmann ein Buch, das den Holocaust leugnete, und wurde gemäß Verbotsgesetz 1947 verurteilt. Seine Beschwerde begründete er mit Meinungsfreiheit gem. Art. 10, aber der Nationalsozialismus wurde als mit den Rechten der EMRK inkompatibel erkannt, sodass eine Meinungsäußerung zugunsten dieses totalitären Systems einen Missbrauch der Freiheitsrechte darstellt und nicht schützenswert sei. Bei dieser Gelegenheit wurde erneut betont, dass die strafrechtliche Verfolgung von nationalsozialistischen Äußerungen durch das Verbotsgesetz ausreichend legitimiert und zudem ein notwendiger Bestandteil der demokratischen Gesellschaft sei.
- E.S. v. Austria, Urteil vom 25. Oktober 2018:[28]
 Die Ausübung der Meinungsäußerungsfreiheit im Kontext religiöser Anschauungen muss den ungestörten Genuss der durch Art. 9 EMRK garantierten Rechte durch jene sicherzustellen, die einem solchen Glauben anhängen, einschließlich einer Pflicht, so weit wie möglich eine Äußerung zu vermeiden, die gegenüber Gegenständen der Verehrung unnötig anstößig und beleidigend ist. Wenn solche Äußerungen die Grenzen einer kritischen Leugnung der religiösen Überzeugungen anderer überschreiten und geeignet sind, zu religiöser Intoleranz aufzustacheln, kann sie ein Staat legitimerweise als unvereinbar mit der Achtung der Religionsfreiheit ansehen und verhältnismäßig restriktive Maßnahmen ergreifen (hier: Verurteilung wegen der Herabwürdigung religiöser Lehren gem. § 188 StGB).

### Schweiz
- Burghartz ./. Schweiz, Urteil vom 22. Februar 1994, Nr. 16213/90[29]
 Unzulässige Ungleichbehandlung zwischen Mann und Frau bei der Möglichkeit, den eigenen Nachnamen mit dem Familiennamen zu verbinden.
- Jäggi ./. Schweiz, Urteil vom 13. Juli 2006, Nr. 58757/00[30]
 Anspruch auf eine postmortale DNA-Analyse. Der EGMR konkretisiert seine Rechtsprechung zum Anspruch auf Kenntnis der eigenen Abstammung aus Art. 8 EMRK.
- Glor ./. Schweiz, Urteil vom 30. April 2009, Nr. 13444/04[31]
 Feststellung der Unvereinbarkeit des in der EMRK festgelegten Diskriminierungsverbots mit der Militärpflichtersatzabgabe bei Untauglichkeit.
- 2015 hob der EGMR ein Urteil des schweizerischen Bundesgerichts von 2008 auf, das keine Rechtfertigung für verdeckte Bild- und Tonaufnahmen bei investigativem Journalismus sah.[32]
- Al-Dulimi ./. Schweiz, Urteil vom 26. November 2013, Nr. 5809/09,[33] Urteil vom 21. Juni 2016,[34] Vorrang der Europäischen Menschenrechtskonvention vor Art. 103 der Charta der Vereinten Nationen.[35]
- Ausgelöst durch eine Klage der Klimaseniorinnen Schweiz, wurde die Schweiz 2024 vom EGMR verurteilt, nicht genügend für den Klimaschutz zu unternehmen.[36][37][38]

### Belgien
- Belgischer Sprachenfall ./. Belgien, Urteil vom 23. Juli 1968, Nr. 1474/62 u. a.[39]
 Dass ein Gesetz für den Schulunterricht die Sprache der Mehrheit der Bevölkerung in der entsprechenden Region vorschreibt, stellt keine unzulässige Diskriminierung dar. Es besteht auch kein Anspruch gegen den Staat, bestimmte Bildungseinrichtungen zu schaffen. Er muss aber den Zugang zu vorhandenen Einrichtungen gewährleisten. Der Unterricht muss zumindest in einer Landessprache abgehalten werden. Abschlüsse müssen staatlich anerkannt werden.
- Marckx ./. Belgien, Urteil vom 13. Juni 1979, Nr. 6833/74[40]
Die umfangreiche Diskriminierung nichtehelicher Kinder im belgischen Recht (u. a. galt das nichteheliche Kind als nicht rechtlich verwandt zu seiner Mutter und war von der Erbfolge nach der Mutter ausgeschlossen) verstößt gegen Art. 8 und Art. 14 EMRK. Das Gericht entschied, dass sich die gesellschaftlichen Anschauungen seit der Unterzeichnung der EMRK soweit gewandelt haben, dass nichteheliche Kinder keine Randerscheinung mehr sind und dass nicht mehr davon ausgegangen werden kann, die Eltern würden sich um solch ein Kind nicht kümmern wollen. In diesem Sinne hielten die Regelungen im belgischen Recht einer Prüfung am Maßstab der EMRK nicht mehr stand.
- Coëme u. a. ./. Belgien, Urteil vom 22. Juni 2000, Nr. 32492/96 u. a.[41]
 Art. 6 EMRK fordert, dass das gerichtliche Verfahren durch das Gesetz so genau bestimmt ist, dass der Betroffene vorhersehen kann, wie sich einzelne Verfahrenshandlungen auswirken. Hintergrund war die Verurteilung des früheren belgischen Verteidigungsministers Guy Coëme im Zuge der Agusta-Affäre: Nach der belgischen Verfassung genossen Abgeordnete politische Immunität und konnten lediglich vor dem belgischen Kassationshof als erste und letzte Instanz verurteilt werden; eine Verfahrensordnung war jedoch in über 150 Jahren nie erlassen worden und wurde vielmehr durch das Gericht ad hoc bestimmt. Nach Ansicht des EGMR verletzt dies das Recht auf ein faires Verfahren des Abgeordneten.

### Frankreich
- Funke ./. Frankreich, Urteil vom 25. Februar 1993, Nr. 10828/84[42]
Eine Vorschrift im französischen Steuerrecht, nach der die Weigerung der Herausgabe von Dokumenten mit Gefängnisstrafe oder mit Geldstrafe sanktioniert werden kann, verstößt gegen das Recht zu schweigen des Beschuldigten und damit gegen das Recht auf ein faires Verfahren gemäß Art. 6 EMRK.
- Foucher ./. Frankreich, Urteil vom 17. Februar 1997, Nr. 22209/93[43][44]
 Das Akteneinsichtsrecht des sich selbst verteidigenden Beschuldigten gehört zur Gewährleistung eines fairen Verfahrens gemäß Art. 6 Absatz 1 und 6 EMRK.
- Lehideux und Isorni ./. Frankreich, Urteil vom 23. September 1998, Nr. 24662/94[45]
Die Kläger schalteten im Jahr 1984 eine Anzeige in der Zeitung Le Monde, in der sie sich positiv über den ehemaligen Staatschef des Vichy-Regimes Philippe Pétain äußerten, und wurden deshalb von einem französischen Gericht verurteilt. Der EGMR sah darin einen Verstoß gegen die Meinungsfreiheit aus Art. 10 der Konvention. Das Gericht erklärte, dass die Rolle Pétains im besetzten Frankreich auch unter Historikern bis heute umstritten sei und es sich deshalb nicht um eindeutig festgestellte Fakten wie etwa den Holocaust handelt, dessen Leugnung nicht dem Schutz der Meinungsfreiheit unterfällt. Es entschied deshalb, dass eine strafgerichtliche Verurteilung wegen Befürwortens der Handlungen Philippe Pétains kein notwendiger Bestandteil der demokratischen Gesellschaft ist und somit gegen die Meinungsfreiheit verstößt.
- Vo ./. Frankreich, Urteil vom 8. Juli 2004, Nr. 53924/00[46]
Es kann dahinstehen, ob das ungeborene Leben dem Schutz des Art. 2 der EMRK unterfällt, denn jedenfalls ist Frankreich nicht verpflichtet, die Tötung eines ungeborenen Kindes unter Strafe zu stellen. Im vorliegenden Fall wurde aufgrund einer Verwechslung in einem Krankenhaus eine medizinisch nicht indizierte Operation an der Klägerin durchgeführt und der ca. 20 Wochen alte Fötus dabei getötet. Da das französische Strafrecht hierfür keinen Tatbestand vorsieht, wurde der behandelnde Arzt freigesprochen.

### Großbritannien
- Handyside ./. Vereinigtes Königreich, Urteil vom 7. Dezember 1976, Nr. 5493/72[47]
Die frühe Leitentscheidung zur Meinungsfreiheit betont deren Bedeutung für eine demokratische Gesellschaft. In einer berühmten Formel[48] erstreckt der Gerichtshof den Schutz der Meinungsfreiheit auch auf "'Informationen' oder 'Ideen' ..., welche den Staat oder irgendeinen Teil der Bevölkerung verletzen, schockieren oder beunruhigen. So wollen es Pluralismus, Toleranz und Aufgeschlossenheit, ohne die es eine 'demokratische Gesellschaft' nicht gibt."[49] Zugleich gestand der Gerichtshof den Staaten einen Beurteilungsspielraum (margin of appreciation) zu, den er in Fragen der Moral besonders weit zog.[50]
- Tyrer ./. Vereinigtes Königreich, Urteil vom 25. April 1978, Nr. 5856/72[51]
Der Gerichtshof verurteilte die damals noch bestehende Prügelstrafe auf der Isle of Man. Das Urteil ist bis heute wichtig, weil der Gerichtshof darin die sog. evolutive Auslegung der EMRK begründet hat.[52] Er sah die EMRK als "lebendiges Instrument" an, das "im Lichte der heutigen Verhältnisse" ausgelegt werden müsse.[53] Konkret stellte er fest, dass sich die gesellschaftlichen Anschauungen seit der Unterzeichnung der EMRK 1950 soweit gewandelt hatten, dass die Prügelstrafe nun als erniedrigend gegen Art. 3 EMRK verstieß.
- Dudgeon ./. Vereinigtes Königreich, Urteil vom 22. Oktober 1981, Nr. 7525/76[54]
Die Rechtslage in Nordirland, die homosexuelle Handlungen zwischen männlichen Erwachsenen unter Strafe stellt, verstößt gegen das Recht auf Achtung des Privat- und Familienlebens aus Art. 8 EMRK.
- O’Halloran und Francis ./. Vereinigtes Königreich, Urteil vom 29. Juni 2007, Nr. 15809/02 und 25624/02[55]
 Die Pflicht, nach einem Geschwindigkeitsverstoß den Fahrer des Fahrzeugs gegenüber einer Behörde zu benennen, stellt keine Verletzung des Rechts zu schweigen dar. Der EGMR ändert seine Rechtsprechung zum Nemo-tenetur-Grundsatz.
- Vinter u. a. ./. Vereinigtes Königreich, Urteil vom 9. Juli 2013, Nr. 66069/09, 130/10 und 3896/10[56]
 Die Große Kammer des EGMR urteilte mit 16 zu 1 Stimmen, dass eine lebenslange Freiheitsstrafe ohne die Möglichkeit einer Haftüberprüfung und -entlassung gegen das Verbot unmenschlicher oder erniedrigender Behandlung (Art. 3 EMRK) verstößt.

### Italien
- Artico ./. Italien, Urteil vom 13. Mai 1980, Nr. 6694/74[57]
 Der Kläger war in einem strafgerichtlichen Revisionsverfahren nicht anwaltlich vertreten, nachdem der gerichtlich bestellte Pflichtverteidiger erklärte, er werde die Verteidigung in diesem Fall nicht übernehmen. Trotz entsprechenden Antrags hatte das Gericht den Pflichtverteidiger nicht ausgewechselt. Diese Vorgehensweise verstieß nach Ansicht des EGMR gegen Art. 6 Abs. 3 Punkt c. Der Staat könne sich nicht darauf berufen, nach erfolgter Bestellung des Pflichtverteidigers nicht weiter für die angemessene Verteidigung des Angeklagten zuständig zu sein, sondern müsse dafür sorgen, dass der Angeklagte auch in tatsächlicher Hinsicht angemessen verteidigt werde. Das Gericht erinnert daran, dass die Konvention es nicht beabsichtigt, theoretische oder scheinbare Rechte zu gewähren, sondern solche, die praktisch und effektiv sind.
- Lautsi ./. Italien, Urteil vom 18. März 2011, Nr. 30814/06[58]
Das italienische Gesetz, wonach in jedem Klassenraum ein Kruzifix aufzuhängen sei, verstößt nicht gegen Art. 2 des 1. Zusatzprotokolls der EMRK. Die Große Kammer des EGMR hob damit mit 15 zu 2 Stimmen die Entscheidung in erster Instanz auf, die diese Frage noch anders beurteilt hatte und in dem Gesetz einen Verstoß gegen die Religionsfreiheit aus Art. 9 der Konvention sah.
- Hirsi Jamaa u. a. ./. Italien, Urteil vom 23. Februar 2012, Nr. 27765/09[59]
 Die Richter der Großen Kammer des EGMR verurteilten Italien zu Entschädigung von 24 nach Libyen abgeschobenen afrikanischen Bootsflüchtlingen jedem der am 6. Mai 2009 von der Guardia Costiera aufgefangenen und unverzüglich nach Tripolis gebrachten Flüchtlinge 15.000 Euro Entschädigung zu. In der Urteilsbegründung verweisen die Richter auf die Verletzung des Verbots nach Artikel 3 der unmenschlichen und erniedrigenden Behandlung hin. Mit der kollektiven Ausweisung der aus Somalia und Eritrea stammenden Bootsflüchtlingen erfolgte zudem die Missachtung des Rechts auf wirksame Beschwerde gegen Zusatzprotokolle zur EMRK. Den Flüchtlingen sei keine Möglichkeit gegeben worden, einen Asylantrag zu stellen.

### San Marino
- Buscarini et al. ./. San Marino, Urteil vom 18. Februar 1999, Nr. 24645/94[60]
 Es verstößt gegen Artikel 9 der Konvention, wenn ein Bürger als Voraussetzung für den Antritt eines bestimmten Amtes (hier Mitglied eines Parlaments) zum Ablegen einer religiösen Eidesformel verpflichtet wird, ohne eine weltanschaulich neutrale Alternative anzubieten.

### Niederlande
- X und Y ./. Niederlande, Urteil vom 26. März 1985, Nr. 8978/80[61]
Es handelt sich um eine Leitentscheidung zur Schutzpflichtdogmatik.[62] Art. 8 EMRK verbietet danach nicht nur staatliche Eingriffe in das Privatleben, sondern der Staat muss auch vor Dritten schützen, ggf. sogar mit den Mitteln des Strafrechts. Konkret wurden die Niederlande verurteilt, weil der sexuelle Missbrauch einer jungen Frau mit intellektueller Beeinträchtigung damals aufgrund einer Lücke im niederländischen Recht nicht geahndet werden konnte.

### Polen
- Kudła ./. Polen, Urteil vom 26. Oktober 2000, Nr. 30210/96[63]
 Das innerstaatliche Recht muss für die Rüge einer menschenrechtswidrigen Verfahrensdauer einen wirksamen Rechtsbehelf vorsehen.
- Tysiąc ./. Polen, Urteil vom 20. März 2007, Nr. 5410/03[64]
Polen wurde wegen Verstoßes gegen Art. 8 der EMRK verurteilt, weil es den im polnischen Recht für diesen Fall grundsätzlich vorgesehenen Schwangerschaftsabbruch einer Frau nicht zugelassen ist, bei der es infolge der Schwangerschaft zu einer Netzhautablösung mit irreversibler Verschlechterung der Sehkraft kam.
- Preußische Treuhand GmbH & Co. KG a. A. ./. Polen, Zulässigkeitsentscheidung vom 7. Oktober 2008, Nr. 47550/06[65]
 Polen als moderner demokratischer Staat nach der Wende von 1989 und Mitglied des Europarates seit 1993 ist nicht verpflichtet, das in den Jahren 1944–1950 begangene Unrecht gegenüber Heimatvertriebenen in irgendeiner Form zu entschädigen. Eine vor Inkrafttreten der Menschenrechtskonvention begangene Menschenrechtsverletzung muss grundsätzlich nicht korrigiert werden.
- Abu Subajdah u. a. ./. Polen, Urteil vom 23. Juli 2014  Der Gerichtshof urteilte, für die illegale Inhaftierung von zwei Terrorverdächtigen in einem geheimen CIA-Gefängnis müsse jeder der beiden Kläger 100.000 Euro Schmerzensgeld erhalten. Einer der Männer erhält zusätzlich noch 30.000 Euro für eigene Kosten und Ausgaben. Die polnischen Behörden haben der CIA Ende 2002 bei der Inhaftierung der Männer auf einem Militärstützpunkt im Nordosten des Landes geholfen. Damit hätten sie den CIA-Agenten die Möglichkeit gegeben, die heute 43 und 49 Jahre alten Kläger auf polnischem Territorium zu foltern und haben sodann Beihilfe zur Verschleppung nach Guantanamo geleistet.[66][67]

### Irland
- Bosphorus ./. Irland, Urteil vom 30. Juni 2005, Nr. 45036/98[68]
Akte der Europäischen Union unterliegen nicht der Überprüfung durch den EGMR, solange der Grundrechtsstandard der Union mindestens dem der EMRK entspricht.

### Russland
- Am 17. Februar 2021 hat der EGMR einem Antrag Alexej Nawalnys auf Haftentlassung stattgegeben.[69] Die russische Regierung, namentlich Justizminister Konstantin Tschujtschenko, sieht diese Entscheidung als eine „klare und grobe Einmischung“ in die Arbeit der russischen Justiz an und missachtet die Entscheidung des EGMR.[70]
- Am 13. Juli 2021 hat der EGMR einstimmig Russland dazu verurteilt, Frauen- und Männerpaare staatlicherseits anzuerkennen und Rechte zu gewähren.[71]
- Am 28. April 2023 hat der EGMR Russland fast 15 Jahre nach dem Krieg im Südkaukasus dazu verurteilt, Georgien rund 130 Millionen Euro Entschädigung zahlen.[72]

### Türkei
- Loizidou ./. Türkei, Urteil vom 18. Dezember 1996, Nr. 15318/89[73]
Die Große Kammer des EGMR entschied mit 11 zu 6 Stimmen, dass die Enteignung von Grundeigentum von Zyperngriechen im Nordteil der Insel durch die Türkei gegen Art. 1 des 1. Zusatzprotokolls der EMRK verstößt. Das Gericht forderte die Türkei dazu auf, Zyperngriechen uneingeschränkten Zugang zu ihrem Grundeigentum im Nordteil der Insel zu gewähren und verurteilte die Türkei im konkreten Fall auch zur Zahlung von Schadensersatz für entgangenen Gewinn seit der Besetzung des Nordteils der Insel im Jahr 1974. Das Urteil bildete die Grundlage für zahlreiche weitere Entscheidungen im Zusammenhang mit dem Zypernkonflikt. Die Türkei zahlte schließlich im Jahr 2003 umgerechnet 1 Mio. US-Dollar Entschädigung an die Klägerin.[74]
- Sabri Güneş ./. Türkei, Urteil vom 29. Juni 2012, Nr. 27396/06[75]
 Die Beschwerdefrist beträgt 6 Monate taggenau nach Zustellung der angegriffenen nationalen Entscheidung. Dass der letzte Tag der Beschwerdefrist (hier ein Sonntag) nach dem anwendbaren nationalen Recht des Beschwerdeführers nicht als Ablauftag der Frist gerechnet wird, ist für den Fristablauf nach der EMRK unerheblich. Hier hätte somit die Beschwerde nur zulässigerweise eingereicht werden können, wenn sie auch noch an dem Ablauftag (hier Sonntag) eingereicht worden wäre.
 Nach dem Putschversuch in der Türkei 2016 waren nach Presseinformationen bis Mai 2017 18.000 Beschwerden über das folgende Vorgehen der türkischen Regierung gegen vermeintliche Putschisten beim EGMR eingegangen, lediglich ein Fall führte zu einer Aufforderung des EGMR an die Türkei, Stellung zu dem Fall zu nehmen. Beobachter bemängelten, dass der EGMR die Funktionsunfähigkeit des türkischen Rechtssystems ignoriere und auf dem Standpunkt beharre, dass man erst nach Ausschöpfung des Rechtsweges in der Türkei aktiv werden könne. Weiter wurde gemutmaßt, dass man beim EGMR absichtlich Rücksicht auf die türkische Regierung nehme, um diese nicht zu verärgern und so etwa einen Austritt der Türkei aus dem Europarat zu verhindern.[76]

### Malta
- Feilazoo ./. Malta, Urteil vom 11. März 2021, Nr. 6865/19[77]
 Das Einsperren eines Abschiebehäftlings für 75 Tage in einen Seefrachtcontainer ohne Zugang zu natürlichem Licht und Frischluft und ohne jede Möglichkeit der körperlichen Betätigung stellt eine unmenschliche und erniedrigende Behandlung im Sinne von Art. 3 der Konvention dar. Das Gericht kritisierte dabei nicht nur die Zustände in maltesischen Abschiebehaftanstalten allgemein (u. a. defekte Toiletten und Ungezieferbefall, gemeinsame Unterbringung mit Häftlingen in COVID-19-Quarantäne), sondern auch die Tatsache, dass der Beschwerdeführer für 14 Monate in Abschiebehaft saß, obwohl eine Abschiebung wegen vorrangiger Vollstreckung von Strafhaft sowie wegen fehlender Papiere des Heimatstaates von vornherein ausgeschlossen war. Zudem habe die maltesische Regierung den Zugang zum EGMR gezielt behindert, indem die Post des Beschwerdeführers geöffnet und kopiert wurde und Kopien wichtiger Dokumente verweigert wurden.

### Slowenien
- Toplak und Mrak ./. Slowenien, Urteil vom 26. Oktober 2021, Nr. 34591/19, 42545/19[78]
 Die beiden Kläger waren wegen Muskeldystrophie auf den Rollstuhl angewiesen. Sie konnten an einem im Jahr 2015 abgehaltenen Referendum nicht teilnehmen, weil der Wahlraum nicht barrierefrei erreichbar war und eine Briefwahl im slowenischen Recht nicht vorgesehen war. Die slowenischen Gerichte wiesen die Klagen zurück mit der Begründung, es gäbe für das Begehren der Kläger keinen zulässigen Rechtsweg. Der EGMR sah darin einen Verstoß gegen Art. 13 der Konvention. Das Gericht entschied, dass behinderten Menschen in der EU grundsätzlich die Teilnahme an Wahlen und Referenden ermöglicht werden muss, wobei dem Staat ein weiter Beurteilungsspielraum zusteht, wie es dieses Recht umsetzt. Das Urteil ist bedeutend, weil es das erste Mal ist, dass der EGMR eine Entscheidung zum Wahlrecht erlassen hat.

### Lettland
- Kononov ./. Lettland, Urteil vom 17. Mai 2010,  Nr. 36376/04[79]
Die Große Kammer des EGMR hob mit 14 zu 3 Stimmen das Urteil der Vorinstanz auf und entschied, dass eine Verurteilung wegen Kriegsverbrechen im Zweiten Weltkrieg durch den modernen Staat Lettland keinen Verstoß gegen das Rückwirkungsverbot des Art. 7 EMRK darstellt. Das Urteil wurde vor allem von Seiten Russlands, das sich hinter den Kläger stellte, stark kritisiert.[80]

### Klagen zwischen Staaten
- Irland ./. England, Urteil des EGMR vom 18. Januar 1978, Nr. 5310/71; Urteil des EGMR vom 20. März 2018, Nr. 5310/71
 Da England als Mitglieder der IRA Verdächtigte gefoltert habe, um Geständnisse zu erpressen, reichte Irland am 16. Dezember 1971 bei der Europäischen Kommission für Menschenrechte (EKMR) eine Staatenbeschwerde gegen England ein.[81]  In seinem Urteil vom 18. Januar 1978 entschied der EGMR, die inkriminierten Methoden fielen zwar unter den Begriff der „unmenschlichen, erniedrigenden Behandlung“ im Sinne von Art. 3 EMRK, die Schwere des Leidens, die sie zu bewirken vermochten, habe aber nicht jenen besonderen Grad erreicht, der dem Begriff der „Folter“ nach Auffassung des Gerichtshofs innewohne.[82]
 Die USA stützten sich in ihren Torture Memos[83][84][85] zu den sogenannten erweiterten Verhörtechniken im Gefangenenlager Guantanamo und anderswo auch auf dieses Urteil.[81] Sie hatten sich bereits gem. Art. 19 Wiener Übereinkommen über das Recht der Verträge (WVK) vorbehalten, sich an Art. 7 des Internationalen Pakts über bürgerliche und politische Rechte (IPbpR) und Art. 16 UN-Antifolterkonvention (FoK) nur insofern gebunden zu fühlen, als mit einer „grausamen, unmenschlichen und entwürdigenden Behandlung oder Bestrafung“ die nach dem fünften, achten bzw. vierzehnten Zusatz zur Verfassung der Vereinigten Staaten verbotene grausame und unübliche Behandlung oder Bestrafung gemeint ist.[86][87] Aus dem Urteil des EGMR folgerten die USA zudem, die von England angewandten Methoden seien auch nach amerikanischem Recht zulässig, da sie laut EGMR „nur“ eine unmenschliche und erniedrigende Behandlung darstellten, aber keinen Verstoß gegen das Folterverbot im United States Code (18 U.S. Code §§ 2340–2340 a).[88][89]
 In der öffentlichen Wahrnehmung wird dies als Folter wahrgenommen. Irland verlangte am 4. Dezember 2014 beim EGMR die Revision jenes Urteils, wonach es sich um Folter und nicht nur um unmenschliche und erniedrigende Behandlung gehandelt habe, die Revision wurde vom EGMR mit Urteil vom 20. März 2018 abgelehnt.[90]